# 渡部由起子
渡部 由起子（わたなべ ゆきこ、1980年10月20日 - ）は、日本の女性モデルで、元レースクイーン。
千葉県出身、ネットアージュ所属。東洋大学卒業。

## 来歴
2001年からモデルの仕事を始め、2002年のスーパーバイク世界選手権で「カストロールレディ」としてレースクイーンデビュー。その後2003年と2004年の2年連続で、坂間恵と共に「カストロールサーキットレディ」を務めた。
2007年には東京オートサロンのイメージガールユニット「A-class」としても活動。この年8人いたメンバーの中では最年長だった。A-classとしてはイメージガールユニットとしての写真集発売の他、福岡オートサロンや札幌オートサロンへの出演もあったが、オートサロン公認CDアルバム内のオリジナル曲はエンタメチーム4人（志摩夕里加、村岡沙耶香、冨永亜矢乃、外咲来未）のみの歌唱・パフォーマンスだったため、歌声を披露することは出来なかった。
A-class卒業後はレースクイーンの仕事を行わずモデル・コンパニオン業に専念するようになり、2007年から2010年まで、マーシャルアーツ日本キックボクシング連盟（MAキックボクシング）のラウンドガールを務めていた。
2013年の東京モーターショーでTOYOTAブースのコンパニオンを務めた後、モデル業を休止しロサンゼルスに移住。2015年12月11日付のブログにて、アルゼンチン出身の一般男性と同年2月に入籍したことを発表。2016年2月25日、第一子となる女児を出産した。

## 人物
- 父親が福島県、母親が秋田県出身[8]。弟が2人いる[9]。
- 趣味は旅行、釣り、ネイルアート。特技はピアノ、ビリヤード。
- 山川敦子[10]や河合洋美[11]、岩川亜都[12]、桝本奈生[13]などといったRQ仲間と仲が良く、一緒に遊んだり、食事したりすることが多い。

## 活動

### レースクイーン
- 2006年　WOODONE レースクイーン
- 2005年　フィリップス サーキットレディ
- 2003、04年　カストロール サーキットレディ
- 2002年　カストロールレディ

### その他
- 2007年 東京オートサロンイメージガール「A-class」（ビジュアルチーム）[1]
- 2007年～2010年　マーシャルアーツ（M・A）キックボクシング　ラウンドガール

### テレビ出演
- ランク王国（TBS）
- ウラ関根TV（テレビ東京）
- SMAP×SMAP（フジテレビ）
- RR（フジテレビ）
- たけしの日本教育白書（フジテレビ）
- ドドドドTV（静岡朝日テレビ）

### 写真集
- ギャルズ・パラダイス特別編集オートサロン2007イメージ・ガールA-classスペシャル（三栄書房）2007年1月12日発売